# Shuibei, Jiangxi
Shuibei är en köpinghuvudort i Kina. Den ligger i provinsen Jiangxi, i den sydöstra delen av landet, omkring 110 kilometer sydväst om provinshuvudstaden Nanchang. Antalet invånare är 20 846. Befolkningen består av 10 034 kvinnor och 10 812 män. Barn under 15 år utgör 17,0 %, vuxna 15-64 år 67 %, och äldre över 65 år 15,0 %.
Runt Shuibei är det tätbefolkat, med 442 invånare per kvadratkilometer. Närmaste större samhälle är Xiacun, 16,8 km sydväst om Shuibei. Trakten runt Shuibei består till största delen av jordbruksmark.
Genomsnittlig årsnederbörd är 2 066 millimeter. Den regnigaste månaden är juni, med i genomsnitt 330 mm nederbörd, och den torraste är oktober, med 24 mm nederbörd.